# Marco Engelhardt

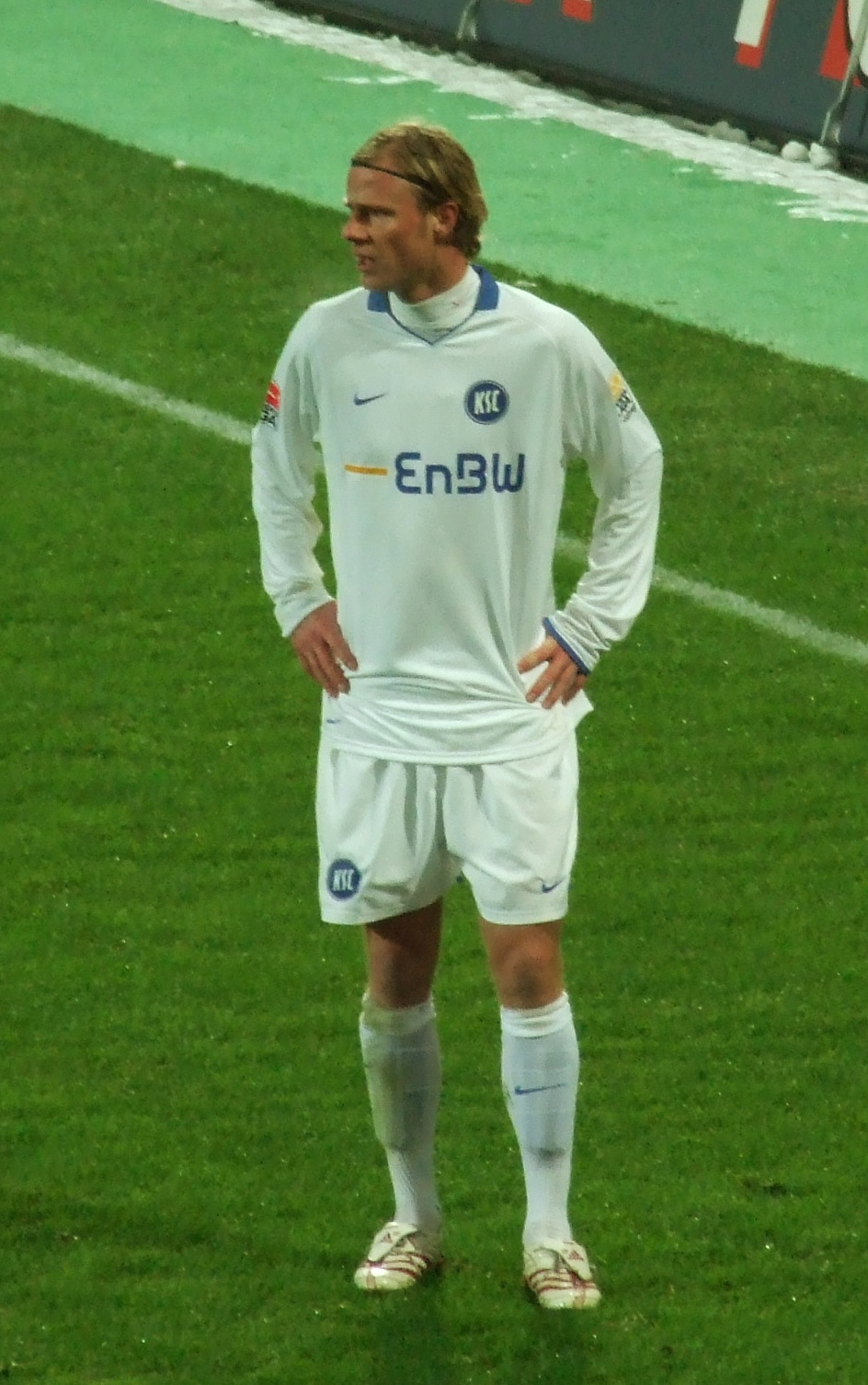
Im Fußballspiel gegen Alemannia Aachen am 15. Januar 2010

Marco Engelhardt (* 2. Dezember 1980 in Bad Langensalza) ist ein ehemaliger deutscher Fußballspieler.

## Sportliche Laufbahn

### Vereinskarriere
In der Jugend spielte Engelhardt zunächst für die Betriebssportgemeinschaft Landbau sowie deren wendebedingten Nachfolgeverein SV Preußen 01 Bad Bad Langensalza, bevor er 1994 in die Jugend des FC Rot-Weiß Erfurt wechselte. Dort gelang ihm als 18-Jähriger im Frühjahr 1999 schon der Sprung in die erste Mannschaft, die in der damals drittklassigen Regionalliga Nordost spielte. Nach vier Einsätzen in der Spielzeit 1998/99 erkämpfte sich das Talent bereits in seiner zweiten Saison einen Stammplatz und wurde mehr und mehr zum Leistungsträger. Gemeinsam mit seinem Freund Clemens Fritz verließ er den Verein 2001 in Richtung Karlsruher SC, wo sich beide auch schnell einen Stammplatz sicherten.
Wegen der besseren sportlichen Perspektive entschied sich Engelhardt Anfang 2004, im Sommer zum TSV 1860 München zu wechseln. Da 1860 aber am Saisonende in die zweite Liga abstieg, kam der Wechsel nicht zustande. Engelhardt wechselte stattdessen zum 1. FC Kaiserslautern, wo er zunächst einen steilen Aufstieg in seiner Karriere erlebte. Kaum aus der zweiten Liga nach Kaiserslautern in die Bundesliga gewechselt, entwickelte sich der defensive Mittelfeldspieler zum Führungsspieler und überzeugte mit konstant guten Leistungen. In der folgenden Saison, in der er Kapitän war, konnte er die in ihn gesetzten Hoffnungen nicht bestätigen und seine Leistungen beim sich im Abstiegskampf befindlichen FCK ließen nach. Er wurde unter Wolfgang Wolf häufiger auch als linker Verteidiger eingesetzt. 
Nach dem Abstieg der Pfälzer 2006 verließ er den Verein und schloss sich dem 1. FC Nürnberg an. Aufgrund eines Kreuzbandrisses, den sich Engelhardt in seinem letzten Spiel für die Lauterer zuzog, konnte er in der Hinrunde der Saison 2006/07 kein Spiel für seinen neuen Verein bestreiten. Am 3. März 2007 kam er im Spiel bei Arminia Bielefeld erstmals für die Nürnberger zum Einsatz, wobei ihm sofort ein Tor gelang. Durch gute Leistungen sicherte er seinen Stammplatz im linken Mittelfeld. Der größte Erfolg mit dem FCN war der Gewinn des DFB-Pokalfinales 2007, wobei er im Halbfinale und im Finale jeweils ein Tor erzielte.
Nach einem schwierigen Saisonbeginn 2007/08, bei dem er zum Formaufbau sogar für drei Spiele in die 2. Mannschaft abkommandiert wurde, kam er im Laufe der Spielzeit wieder regelmäßig zum Einsatz und war als erfahrener Spieler im Abstiegskampf im Saisonendspurt wieder Stammspieler. Dennoch stand am Ende der Abstieg des 1. FC Nürnberg in die 2. Bundesliga. Dort konnte er seinen Stammplatz erneut nicht halten. Er kam in der Hinrunde 2008/09 auf zwölf Einsätze, wobei er nur zweimal über die volle Zeit spielte.
In der Winterpause der Saison 2008/09 kehrte Engelhardt zum Erstligisten Karlsruher SC zurück. Er unterzeichnete einen Vertrag bis 2012. Bis zum Ende der Spielzeit kam er auf elf Einsätze, dann stieg er erneut in die 2. Bundesliga ab, in der er Stammspieler blieb. Am Ende der Saison 2010/11 wurde Engelhardts Vertrag beim KSC in beiderseitigem Einvernehmen aufgelöst.
Zum Beginn der Saison 2011/12 absolvierte er ein Probetraining beim englischen Zweitligisten Peterborough United und wurde dort auch in einem Testspiel eingesetzt, erhielt aber keinen Vertrag. Zur Rückrunde der Drittliga-Saison kehrte er zu Rot-Weiß Erfurt zurück. Dort wurde er flexibel in der Abwehr oder im defensiven Mittelfeld eingesetzt und kam in allen Rückrundenspielen zum Einsatz, wobei er einen Treffer erzielte.
Anfang September 2014 wechselte Engelhardt zum Drittligakonkurrenten Hallescher FC. Im Sommer 2016 ging er zur Regionalligamannschaft des Bundesligisten TSG 1899 Hoffenheim. Im Sommer 2018 beendete Engelhardt seine aktive Karriere.

### Auswahleinsätze
In den Jahren 1999 und 2000 lief der damalige Erfurter viermal in der U-21-Auswahl des DFB auf. Alle Einsätze waren Testpartien des deutschen Nachwuchs.
Er schaffte es in seinem ersten Erstligajahr 2004/05, und dies nach nur 14 Bundesligaspielen, für die A-Nationalmannschaft nominiert zu werden. Sein erstes von drei Länderspielen – davon eines in der Startelf – bestritt er am 16. Dezember 2004 auf einer Asienreise, für die einige Stammspieler abgesagt hatten, beim 3:0-Erfolg gegen Japan in Yokohama. Mit einem Einsatz war er in der Klinsmann-Elf am Gewinn des 3. Platzes bei der 2005er-Ausgabe des Confederations Cup vor heimischen Publikum beteiligt.

### Titel / Erfolge
- Dritter beim Confed-Cup 2005[9]
- Deutscher Pokalsieger 2007 mit dem 1. FC Nürnberg

## Weiterer Werdegang
Derzeit ist er als Scout beim SV Werder Bremen tätig. Im Jahr 2019 erwarb er die A-Trainer-Lizenz. 2025 schloss er den Lehrgang „Management im Profifußball“ von DFB und DFL ab.